# Kumchon
Kumchon (Hán Việt: Kim Xuyên) là một huyện thuộc tỉnh Hwanghae Bắc tại Cộng hòa Dân chủ Nhân dân Triều Tiên. Huyện giáp với sông Ryesong, hai huyện Tosan và Changpung ở phía đông, giáp với Kaesong và Kaepung ở phía nam, giáp với Singye và Pyongsan ở phía bắc, giáp với Pyongsan cùng hai huyện Pongchon và Paechon của tỉnh Hwanghae Nam ở phía tây. Năm 2008, dân số của huyện là 68.216 người (32.494 nam và 35.722 nữ), trong đó dân số thành thị là 16.035 người (23,5%) còn dân số nông thôn là 52.181 người (76,5%)

## Hành chính
Huyện được chia thành 1 thị trấn (ŭp) và 14 xã(ri).
| Phiên âm     | Chosŏn'gŭl | Hancha | Hán Việt       |
| ------------ | ---------- | ------ | -------------- |
| Kŭmch'ŏn     | 금천읍     | 金川邑 | Kim Xuyên ấp   |
| Hyŏnnae-ri   | 현내리     | 峴內里 | Hiện Nội lí    |
| Kangbuk-ri   | 강북리     | 江北里 | Giang Bắc lí   |
| Kangnam-ri   | 강남리     | 江南里 | Giang Nam lí   |
| Kyejŏng-ri   | 계정리     | 鷄井里 | Kê Tĩnh lí     |
| Munmyŏng-ri  | 문명리     | 文明里 | Văn Minh lí    |
| Namjŏng-ri   | 남정리     | 南亭里 | Nam Đình lí    |
| Paekma-ri    | 백마리     | 白馬里 | Bạch Mã lí     |
| Paekyang-ri  | 백양리     | 白陽里 | Bạch Dương lí  |
| Ryanghap-ri  | 량합리     | 兩合里 | Lường Hiệp lí  |
| Ryongsŏng-ri | 룡성리     | 龍城里 | Long Thành lí  |
| Singang-ri   | 신강리     | 新江里 | Tân Giang lí   |
| Tŏksan-ri    | 덕산리     | 德山里 | Đức Sơn lí     |
| Wŏlam-ri     | 월암리     | 月岩里 | Nguyệt Nham lí |
| Wŏnmyŏng-ri  | 원명리     | 圓明里 | Viên Minh lí   |